# Malte au Concours Eurovision de la chanson 2014
Malte a participé au Concours Eurovision de la chanson 2014 à Copenhague, au Danemark.

## Processus de sélection
Malte a annoncé sa participation au concours le 2 mai 2013.
C'est par le biais d'une finale nationale, qui a eu lieu le 8 février 2014, que furent choisis les interprètes et la chanson qui représenteront Malte au Concours Eurovision de la chanson. Ce sera donc le groupe Firelight qui représenteront l'archipel, avec la chanson Coming home.

### Demi-Finale
Le 30 novembre 2013, PBS a dévoilé le nom des 20 candidats et chansons en lice.
|    | Artiste           | Langue  | Chanson                 | Traduction                                | Auteurs et compositeurs                            |
| -- | ----------------- | ------- | ----------------------- | ----------------------------------------- | -------------------------------------------------- |
| 1  | Amber             | Anglais | Because I have you      | Parce que je t'ai                         | Paul Giordimaina, Fleur Balzan                     |
| 2  | Chris Grech       | Anglais | Oblivion                | -                                         | Philip Vella, Gerard James Borg                    |
| 3  | Romina Mamo       | Anglais | Addictive               | Addictif                                  | Ylva, Linda Persson                                |
| 4  | Jessika           | Anglais | Hypnotica               | -                                         | Philip Vella, Gerard James Borg                    |
| 5  | Andreana          | Anglais | Now and forever         | Maintenant et à jamais                    | Vinny Vella, Karl Spiteri                          |
| 6  | Daniel Testa      | Anglais | One last ride           | Une dernière virée                        | Stephen Rudden, Lawrence Peter Bridge              |
| 7  | Raquel Galdes     | Anglais | Invisible               | -                                         | Philip Vella, Gerard James Borg                    |
| 8  | Fabrizio Faniello | Anglais | Just no place like home | Nulle part comme à la maison              | johan Bejerholm                                    |
| 9  | Wayne William     | Anglais | Some kind of wonderful  | Un je ne sais quoi de merveilleux         | Wayne Micallef                                     |
| 10 | Ryan Paul Abela   | Anglais | City Lady               | Dame citadine                             | Paul Abela, Joe Julian Farrugia                    |
| 11 | Christabelle      | Anglais | Lovetricity             | Amourtricité                              | Magnus Kaxe, Gerard James Borg                     |
| 12 | Pamela            | Anglais | Take me                 | Amène-moi                                 | Boris Cezek                                        |
| 13 | Sophie DeBattista | Anglais | Let the sunshine in     | Laisse la lumière du soleil à l'intérieur | Sophie DeBattista, Adam Pakard, Alex Dew           |
| 14 | Franklin          | Anglais | Love will take me home  | L'amour m'amènera chez moi                | Glen, Beatrice Eriksson, M Frenell, Michael J Down |
| 15 | Miriam Christine  | Anglais | Safe                    | Sauve                                     | Mark Scicluna, Emil Calleja Bayliss                |
| 16 | Deborah C         | Anglais | Until we meet again     | Jusqu'à nos retrouvailles                 | Elton Zarb, Matt Mercieca                          |
| 17 | Firelight         | Anglais | Coming home             | Retour à la maison                        | Richard Micallef                                   |
| 18 | De Bee            | Anglais | Pin the middle          | Epingle le milieu                         | Peter Paul Galea, Debbie Stivala                   |
| 19 | Davinia           | Anglais | Brand new day           | Tout nouveau jour                         | Elton Zarb, Matt Mercieca                          |
| 20 | Corazon           | Anglais | Ten                     | Dix                                       | Paul Giordimaina, Fleur Balzan                     |

### Finale
|    | Artiste           | Langue  | Chanson                | Traduction                                | Auteurs et compositeurs                                  | Jury | Télévote | Total | Rang |
| -- | ----------------- | ------- | ---------------------- | ----------------------------------------- | -------------------------------------------------------- | ---- | -------- | ----- | ---- |
| 1  | Christabelle      | Anglais | Lovetricity            | Amourtricité                              | Magnus Kaxe, Gerard James Borg                           | 14   | 4        | 18    | 8    |
| 2  | Wayne William     | Anglais | Some kind of wonderful | Un je ne sais quoi de merveilleux         | Wayne Micallef                                           | 9    | 0        | 9     | 12   |
| 3  | Davinia           | Anglais | Brand new day          | Tout nouveau jour                         | Elton Zarb, Matt Mercieca                                | 4    | 3        | 7     | 13   |
| 4  | Ryan Paul Abela   | Anglais | City Lady              | Dame citadine                             | Paul Abela, Joe Julian Farrugia                          | 16   | 0        | 16    | 10   |
| 5  | Franklin          | Anglais | Love will take me home | L'amour m'amènera chez moi                | Glen Vella, Beatrice Eriksson, M Frenell, Michael J Down | 20   | 5        | 25    | 7    |
| 6  | Daniel Testa      | Anglais | One last ride          | Une dernière virée                        | Stephen Rudden, Lawrence Peter Bridge                    | 31   | 10       | 41    | 3    |
| 7  | Sophie DeBattista | Anglais | Let the sunshine in    | Laisse la lumière du soleil à l'intérieur | Sophie DeBattista, Adam Pakard, Alex Dew                 | 11   | 0        | 11    | 11   |
| 8  | Chris Grech       | Anglais | Oblivion               | -                                         | Philip Vella, Gerard James Borg                          | 6    | 1        | 7     | 13   |
| 9  | Deborah C         | Anglais | Until we meet again    | Jusqu'à nos retrouvailles                 | Elton Zarb, Matt Mercieca                                | 28   | 0        | 28    | 5    |
| 10 | Jessika           | Anglais | Hypnotica              | -                                         | Philip Vella, Gerard James Borg                          | 6    | 12       | 18    | 8    |
| 11 | Pamela            | Anglais | Take me                | Amène-moi                                 | Boris Cezek                                              | 21   | 6        | 27    | 6    |
| 12 | Firelight         | Anglais | Coming home            | Retour à la maison                        | Richard Micallef                                         | 56   | 7        | 63    | 1    |
| 13 | Amber             | Anglais | Because I have you     | Parce que je t'ai                         | Paul Giordimaina, Fleur Balzan                           | 30   | 2        | 32    | 4    |
| 14 | De Bee            | Anglais | Pin the middle         | Epingle le milieu                         | Peter Paul Galea, Debbie Stivala                         | 38   | 8        | 46    | 2    |

#### Détail du vote du jury
| Chanson                | P. Cossai | E. Orlova | N. Caligiore | O. Salamakha | R. Zammitt | Total |
| ---------------------- | --------- | --------- | ------------ | ------------ | ---------- | ----- |
| Love Tricity           | 5         | 2         | 2            | –            | 5          | 14    |
| Some Kind of Wonderful | –         | 1         | –            | 7            | 1          | 9     |
| Brand New Day          | –         | –         | 4            | –            | –          | 4     |
| City Lady              | 4         | 3         | 7            | –            | 2          | 16    |
| Love Will Take Me Home | –         | 4         | 5            | 8            | 3          | 20    |
| One Last Ride          | 3         | 10        | 8            | 10           | –          | 31    |
| Let The Sunshine In    | 1         | –         | –            | 3            | 7          | 11    |
| Oblivion               | –         | –         | –            | 6            | –          | 6     |
| Until We Meet Again    | 8         | 12        | 3            | 5            | –          | 28    |
| Hypnotica              | 2         | –         | –            | –            | 4          | 6     |
| Take Me                | 6         | 5         | 1            | 1            | 8          | 21    |
| Coming Home            | 12        | 8         | 12           | 12           | 12         | 56    |
| Because I Have You     | 10        | 6         | 6            | 2            | 6          | 30    |
| Pin The Middle         | 7         | 7         | 10           | 4            | 10         | 38    |

## À l'Eurovision
Malte participa à la deuxième demi-finale, le 8 mai 2014 et se qualifia pour la finale du 10 mai en atteignant la 9e place, avec 63 points.
Lors de la finale, le pays termina à la 23e place, avec 32 points.